# صلاح الزواوي
صلاح الزواوي (1937 – 20 فبراير 2023) سياسي ودبلوماسي فلسطيني، شغل منصب سفير دولة فلسطين لدى إيران بين عامي 1981 و2022. يُلقب بالسفير الأول وشيخ السفراء نظرًا لطول فترة توليه منصب السفير.

## النشأة
وُلد صلاح الدين أحمد الزواوي في مدينة صفد في فلسطين الانتدابية عام 1937 لأب فلسطيني وأم لبنانية. غادرت عائلته وسكنت مدينة حلب بسوريا في خمسينيات القرن العشرين نتيجة حرب النكبة.

## الحياة العملية
تولى الزواوي في عام 1968 ممثل حركة فتح لدى الجزائر، وفي عام 1975 كان ممثلًا لمنظمة التحرير الفلسطينية لدى البرازيل، ومن 1977 إلى 1979 كان ممثلًا للمنظمة لدى كينيا.

## وفاته
تُوفي في 20 فبراير 2022 في العاصمة الإيرانية طهران.